# Filmriss!
Filmriss! ist eine deutsche satirische Filmkomödie von Felix Gerbrod aus dem Jahr 2011. Der Film war der Eröffnungsfilm des 2012 erstmals begangenen Punkfilmfests Berlin "Too Drunk To Watch".

## Handlung
Hamburg 2011: Der Jugendliche Jens übernachtet nach einem Streit mit seiner Mutter auf einer Parkbank und lernt am nächsten Morgen Andy, einen alten Punk, kennen. Der rät ihm, Punk zu werden und gibt ihm die Telefonnummer von Keule. Nach einem erneuten Streit mit seiner Mutter ruft er Keule an und trifft sich mit ihm. Für die Aufnahme in die Mönckeberg-Szene soll er 300 Mark für den Asozialen-Hilfe-Fonds besorgen, muss bestimmte Regeln befolgen und drei Prüfungen bestehen. Da das mitgebrachte Geld nicht reicht, geht er betteln und bekommt Tipps von einem Schnorrer.
Zurück mit dem Geld, wird er optisch in einen Punk verwandelt, bekommt Kleidung, einen Irokesenhaarschnitt, ein Piercing und eine Tätowierung und übernachtet bei Keule. Am nächsten Tag wird er in die Punkszene am Hamburger Rathausmarkt eingeführt. Da er nicht zurück zu seiner Mutter will, zieht er bei Breme ein, der ein Zimmer frei hat. Hier erlebt er auch seinen ersten Sex mit Ratte.
Am Abend beginnen die Prüfungen. Zum Bestehen der ersten muss er eine Nacht unter eine Brücke überstehen. Vorher bekommt er LSD eingeflößt, das in einer Flasche aufgelöst wurde. Am nächsten Tag geht es zunächst zum Zombie-Walk, der nicht Teil der Prüfung ist, und danach zu einer Demonstration, wo er ein Feuer legen muss. Die dritte Prüfung besteht darin, eine Ratte nicht zu töten, obwohl er dazu aufgefordert wurde. Er besteht auch diese Prüfung und bekommt 100 Mark aus dem Punkerfonds.
Bei dem anschließenden Fest bekommt er seinen Punkerausweis überreicht. Seine Freundin Ratte betrügt ihn währenddessen mit der Punkerin Chaos. Am nächsten Tag wirft ihm Breme, der über das Wochenende in Amsterdam war, aus der Wohnung, da er seine Wohnungsregeln nicht beachtet hat. Im Hausflur wird er von der Polizei festgenommen, die ihn als Brandstifter identifiziert hat. Zurück auf der Parkbank vom Anfang trifft er einen Skinhead, der ihn dazu auffordert, Skinhead zu werden.

## Hintergrund
Filmriss! feierte seine Premiere am 21. Dezember 2011 im Hamburger Metropolis Kino und lief ausschließlich in Programmkinos.

## Kritiken
„Dem Cineasten, dem Arthouse-Freund aber auch dem Mainstream-Konsumenten werden bei dem Film vermutlich die Haare zu Berge stehen, was aber gar nicht so schlimm ist. Schließlich handelt es sich um einen 100%igen Punkfilm, der direkt aus dem Leben und von der Straße kommt und nicht gekünstelt oder aufgesetzt ist. Am besten zieht man sich das Teil mit ein paar Kumpels und 2 Kisten Bier rein, so wird der Film, der nebenbei noch mit einem coolen Soundtrack aufwarten kann, zur kurzweiligen, trashigen Unterhaltung und ist fast Pflichtprogramm.“

Im Hamburger Abendblatt wurde anlässlich der Premiere 2011 geurteilt:

„Der Film lebt von einem an der Realität aufgerauten Charme und einer beiläufigen Ironie.“